# 松本大輝 (野球)
松本 大輝（まつもと たいき、1997年〈平成9年〉4月9日 - ）は、日本のプロ野球審判員。大阪府出身。日本野球機構（NPB）審判部関西地区所属。審判員袖番号は「49」。

## 経歴
神港学園高等学校出身。学校では硬式野球部に所属し、同学年に柔道家・阿部一二三が在籍していた。
第97回全国高等学校野球選手権大会（2015年）予選となる兵庫大会には背番号「7」で出場 。
2015年12月、第3回NPBアンパイア・スクール関西を受講し合格。2016年3月、18歳ながらNPB研修審判員契約を結ぶ。契約後は四国アイランドリーグplusに研修派遣された。
2017年1月1日付でNPB育成審判員に昇格した。育成審判員としては、ウエスタン・リーグに所属した。
2020年1月1日付で一軍戦出場可能なNPB審判員として契約を結んだ。
2023年4月28日、京セラドーム大阪で開催されたオリックス・バファローズ対千葉ロッテマリーンズ第3回戦にて三塁を担当し一軍公式戦初出場を果たす。同年のファーム日本選手権では球審を務めた。
2024年5月19日、京セラドーム大阪で開催されたオリックス・バファローズ対東北楽天ゴールデンイーグルス第11回戦で球審を務める。シーズン終了後の表彰（ファーム優秀審判員賞）の際、同年シーズンに球審デビューを果たしたと言及されている。

## 表彰
- NPBファーム優秀審判員賞（2024年）[13]。

## 審判員出場記録
- 出場試合数：33試合
- 初出場：2023年4月28日 オリックス・バファローズ対千葉ロッテマリーンズ第3回戦（京セラドーム大阪）三塁

（2024年度シーズン終了時点）